# یزیورکو (استان اشوی‌داشکسیه)
یزیورکو (به لهستانی: Jeziorko) یک منطقهٔ مسکونی در لهستان است که در گمینا نووا سووپیا واقع شده‌است. یزیورکو ۹۴۰ نفر جمعیت دارد.